# Calderstone Productions
Calderstone Productions  è un'etichetta discografica fondata a Londra nel 2012 dalla sua casa madre Universal Music Group, per iniziativa dell'ex-Beatle Ringo Starr e del produttore discografico George Martin, e di Olivia Harrison, vedova di George Harrison. Il suo nome deriva dal  Calderstones Park, giardino pubblico e sito archeologico sito nel centro di Liverpool, considerato il luogo di nascita della band.
La casa discografica possiede l'intero catalogo dei Beatles (1962-1967) precedentemente posseduto dalla EMI, discioltasi nel 2012, ovvero dall'album d'esordio Please Please Me fino a Magical Mistery Tour.  
Si tratta di fatto della prima etichetta che si dedica interamente all'amministrazione dei diritti di un unico gruppo musicale, i Beatles, e a tre dei loro singoli componenti; possiede infatti anche i diritti su alcuni brani di  Ringo Starr (i primi tre album in studio),  e John Lennon, oltre che l'intero catalogo delle discografie soliste di George Harrison e George Martin, mentre i diritti sui dischi solisti di Paul McCartney sono sempre appartenuti invece alla concorrente storica, la MPL Communications, società di proprietà dello stesso McCartney, acquistata dalla Capitol Records dopo la pubblicazione della sua raccolta Pure McCartney, nel 2016.
Essa si occupa di ripubblicare con i mezzi moderni la loro produzione, pubblica e promuove la diffusione delle loro canzoni attraverso delle raccolte, e ripubblica in DVD i loro vecchi videoclip. Tuttora non ha prodotto nessun altro artista.